# Da Tor kom til verden
Da Tor kom til verden er en dansk dokumentarfilm fra 1985, der er instrueret af Jette Kilde.

## Handling
En film om graviditet og fødsel lavet med henblik på undervisning af chilenske kvinder i Santiagos slumkvarterer, men den kan også benyttes som undervisningsmateriale for indvandrerkvinder i Danmark.